# James B. Hecker

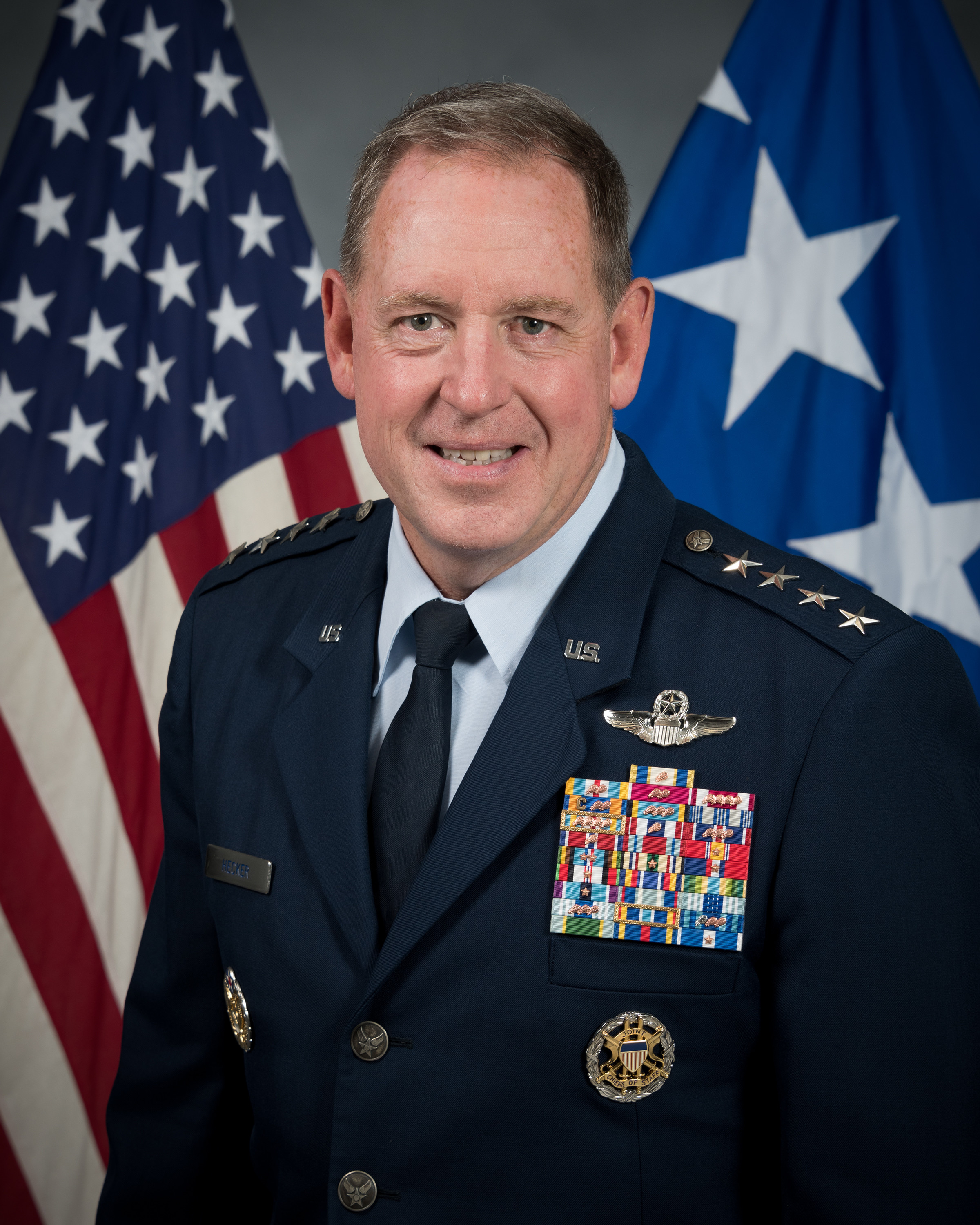
James B. Hecker (2022)

James B. Hecker (* um 1967 in Kalifornien) ist ein General der United States Air Force. Zurzeit (Juli 2024) kommandiert er die United States Air Forces in Europe – Air Forces Africa und das der NATO unterstehende Allied Air Command.
Im Jahr 1989 absolvierte er die United States Air Force Academy in Colorado Springs. Nach seiner Graduation wurde er als Leutnant in das Offizierskorps der Air Force aufgenommen. In der Folge durchlief er alle Offiziersränge vom Leutnant bis zum Vier-Sterne-General.
Im Lauf seiner militärischen Karriere absolvierte er verschiedene Kurse und Schulungen. Dazu gehörten unter anderem eine Ausbildung zum Kampfpiloten und weitere Fortbildungskurse als Pilot neuer Flugzeugtypen; die Squadron Officer School auf der Maxwell Air Force Base in Alabama; den U.S. Air Force F-15C Weapons Instructor Course; die Embry-Riddle Aeronautical University; das Air War College; den Joint Maritime Component Commander Course; den Joint Flag Officer Warfighting Course; den Joint Force Air Component Commander Course und den Combined and Joint Force Land Component Commander Course, der am United States Army War College stattfand. Außerdem erhielt er akademische Grade von der George Washington University und der Harvard University.
In seinen frühen Jahren als Offizier der Luftwaffe war er an verschiedenen Stützpunkten in den Vereinigten Staaten stationiert. Dabei war er als Pilot, Flugausbilder oder Stabsoffizier bei unterschiedlichen Einheiten tätig. Dazwischen absolvierte er die meisten der erwähnten Schulungen. Als Stabsoffizier war er unter anderem im Hauptquartier der Air Force tätig. In den Jahren 1996 bis 1998 war er als Waffenoffizier auf der Kadena Air Base in Japan stationiert. Anschließend setze er seine Laufbahn in den Vereinigten Staaten fort.
Zwischen Juli 2009 und Juni 2011 war Hecker erneut in Japan stationiert. Auf der Yokota Air Base war er Unterabteilungsleiter in der Stabsabteilung für Operationen (J3) im Hauptquartier der amerikanischen Streitkräfte in Japan. Anschließend erhielt er das Kommando über das 432. Geschwader (432nd Wing) das auf der Creech Air Force Base in Nevada stationiert war. Dieses Kommando bekleidete er zwischen Juni 2011 und Mai 2013. Im Jahr 2013 erfolgte seine Beförderung zum Brigadegeneral. Gleichzeitig erhielt er das Kommando über das auf der Kadena Air Base in Japan stationierte 18. Geschwader, das er zwischen Mai 2013 und April 2015 innehatte.
Nach einer kurzen Zeit im Stab des Air Combat Commands in Virginia wurde James Hecker auf die Joint Base San Antonio in Texas versetzt, wo er zwischen Juni 2015 und April 2017 die 19. Luftflotte (Nineteenth Air Force) kommandierte. Danach wurde er stellvertretender Kommandeur der Combined Joint Task Force – Operation Inherent Resolve. Diese Funktion hatte er zwischen April 2017 und Mai 2018 inne. Dabei war er in Afghanistan eingesetzt. Gleichzeitig kommandierte er dort das NATO Air Command-Afghanistan und die 9th Air and Space Expeditionary Task Force-Afghanistan.
Nach seiner Rückkehr in die Vereinigten Staaten wurde Hecker Stabsoffizier in der Stabsabteilung für Operationen (J3) bei den Joint Chiefs of Staff in Washington, D.C. Dort verblieb er zwischen Juli 2018 und November 2019. Anschließend übernahm er bis zum Jahr 2022 die Leitung der Air University. Am 27. Juni 2022 übernahm James Hecker als Nachfolger von Jeffrey L. Harrigian auf der Ramstein Air Base das Kommando über die United States Air Forces in Europe – Air Forces Africa und das Allied Air Command. Diese Positionen bekleidet er bis heute (Juli 2024). Während seiner Zeit als Kampfpilot absolvierte er über 3,600 Einsatzstunden auf verschiedenen Flugzeugtypen.

## Daten der Beförderungen
| Abzeichen | Rang               | Jahr              |
| --------- | ------------------ | ----------------- |
|           | Second Lieutenant  | 31. Mai 1989      |
|           | First Lieutenant   | 31. Mai 1991      |
|           | Captain            | 31. Mai 1993      |
|           | Major              | 1. Juli 1999      |
|           | Lieutenant Colonel | 1. März 2002      |
|           | Colonel            | 1. Januar 2007    |
|           | Brigadier General  | 2. August 2013    |
|           | Major General      | 3. Mai 2016       |
|           | Lieutenant General | 22. November 2019 |
|           | General            | 27. Juni 2022     |

## Orden und Auszeichnungen
James Hecker erhielt im Lauf seiner militärischen Laufbahn unter anderem folgende Auszeichnungen:
- Air Force Distinguished Service Medal
- Defense Superior Service Medal
- Legion of Merit
- Meritorious Service Medal
- Air Medal
- Aerial Achievement Medal
- Air Force Achievement Medal
- Joint Meritorious Unit Award
- Air Force Meritorious Unit Award
- Air Force Outstanding Unit Award
- Air Force Organizational Excellence Award
- Combat Readiness Medal
- National Defense Service Medal
- Armed Forces Expeditionary Medal
- Southwest Asia Service Medal
- Kosovo Campaign Medal
- Afghanistan Campaign Medal
- Global War on Terrorism Service Medal
- Armed Forces Service Medal
- Humanitarian Service Medal
- Air and Space Campaign Medal
- NATO-Medaille

Außerdem erhielt er verschiedene Ordensbänder (Ribbons).